# Chāh-e Gholāmḩoseyn
Chāh-e Gholāmḩoseyn (persiska: چاه غلامحسین) är en ort i Iran.   Den ligger i provinsen Kerman, i den sydöstra delen av landet, 1 100 km sydost om huvudstaden Teheran. Chāh-e Gholāmḩoseyn ligger 408 meter över havet och antalet invånare är 201.
Terrängen runt Chāh-e Gholāmḩoseyn är platt. Runt Chāh-e Gholāmḩoseyn är det glesbefolkat, med 8 invånare per kvadratkilometer. Det finns inga andra samhällen i närheten. Trakten runt Chāh-e Gholāmḩoseyn är ofruktbar med lite eller ingen växtlighet.